# City of Lies - L'ora della verità
City of Lies - L'ora della verità (City of Lies) è un film del 2018 diretto da Brad Furman.
La pellicola è l'adattamento cinematografico del libro LAbyrinth, scritto da Randall Sullivan, che ripercorre gli omicidi di Notorious B.I.G. e di Tupac Shakur. Il film segue le indagini del detective Russell Poole, aiutato dal giornalista Jack Jackson, personaggio inventato per consentire al protagonista di snocciolare le sue teorie insieme a fatti oggettivi realmente accaduti. Voletta Wallace, madre di Notorious B.I.G., recita nei panni di se stessa.

## Trama
2015. Il giornalista investigativo del Los Angeles Times Darius "Jack" Jackson riceve l'incarico di scrivere un articolo sull'omicidio del rapper Christopher Wallace, più noto come Notorious B.I.G. e ucciso nel 1997. Per adempiere al suo dovere il reporter va alla ricerca di chi se ne occupò a suo tempo, cioè Russell Poole, all'epoca detective della LAPD. Jackson si ritrova davanti un uomo solo e disilluso, caduto nel dimenticatoio e segregato in un misero appartamento zeppo di fascicoli e dossier sul caso, ancora irrisolto. Poole, ossessionato dalla ricerca della verità, afferma che la violenta morte del rapper fu opera della polizia losangelina la quale poi insabbiò a dovere il caso su pressione del potente magnate del rap Suge Knight, fondatore della Death Row Records, etichetta legata a gangster locali e sbirri controversi. Il tutto è solo una parte dell'agghiacciante scandalo Rampart, una serie di incresciosi episodi che coinvolse l'omonima divisione speciale della LAPD nell'ultimo quarto dello scorso secolo.
1997. Poche settimane dopo l'omicidio di Notorious B.I.G., Poole viene chiamato a occuparsi di una sparatoria tra un detective bianco, Frank Lyga, e un poliziotto nero fuori servizio, Kevin Gaines: il primo ha sparato al secondo uccidendolo dopo una lite in mezzo al traffico; lo spinoso incidente è avvenuto in seguito ad altri episodi di violenza legati alla razza afroamericana, tra cui il pestaggio di Rodney King e il processo a O. J. Simpson. Poco importa se Lyga ha dovuto far fuoco per difendersi da un inferocito Gaines: l'opinione pubblica si infiamma ulteriormente e bisogna chiudere al più presto il caso. Poole, indagando sul defunto, scopre che era nel libro paga di Suge Knight e affiliato ai Bloods, violenta gang di strada. Di fronte a queste certezze il tenente O'Shea cerca immediatamente di chiudere l'inchiesta invitando Poole a non andare oltre nelle sue ricerche; Lyga viene successivamente scagionato ma chiamato in causa dalla famiglia Gaines. Russell, incontratosi con un agente dell'FBI che gli conferma il legame tra il poliziotto ucciso e il magnate del rap, chiede subito il trasferimento alla divisione Rapine-Omicidi per occuparsi dell'omicidio di Wallace.
Poole e il suo partner Fred Miller cominciano così una lunga indagine dalla quale emergono i nomi di alcuni poliziotti quali David Mack, anche lui al servizio di Knight, e Rafael Perez. Quest'ultimo viene arrestato dopo aver ucciso uno spacciatore e durante gli interrogatori fa i nomi di altri suoi colleghi implicati in operazioni ben oltre la soglia della legalità. Poole si prepara quindi a prendere posizione nel processo civile contro Lyga come testimone della difesa, volendone approfittare per dichiarare il coinvolgimento della polizia nel caso di Notorious B.I.G., ma gli viene impedito perché tutto finisce anzitempo con un patteggiamento chiesto e ottenuto dall'avvocato di Lyga contro il volere del suo assistito. Poole finisce poi per esser estromesso dalla polizia di Los Angeles.
Successivamente, le prove raccolte da Poole spingono Voletta, madre di Wallace, a denunciare per omicidio colposo la Città degli Angeli; tra gli imputati di spicco c'è pure Mack, che però viene rilasciato e perde il lavoro anche perché implicato in una rapina in banca la cui refurtiva non verrà mai ritrovata. Un deluso Poole si dimette un mese prima di poter beneficiare della pensione.
2015. Jackson incontra Voletta, che in questi anni è diventata cara amica di Poole, e si rammarica con lei per aver scritto un articolo in cui implicava il figlio nell'omicidio di un altro rapper, Tupac; la donna accetta le scuse del giornalista. La causa da lei intentata contro Los Angeles è ancora aperta e ha un guadagno stimato di oltre un miliardo di dollari, e vincerla significherebbe mandare in città la bancarotta; qualora venisse chiusa, molte prove insabbiate dalla polizia diverrebbero di dominio pubblico, quindi nessuno si preoccupa di portarla a termine. In un disperato tentativo di rimettere in piedi l'indagine, Russell, rinvigorito nelle motivazioni, si reca al dipartimento dello sceriffo ma viene colto da un infarto e muore poco dopo.
Jackson, sconvolto, usa le informazioni apprese per scrivere un articolo su Poole dichiarandolo un eroe dimenticato. Il lavoro viene accolto con successo ma l'autore si dimette in quanto disgustato dall'ipocrisia del sistema.
La famiglia di Gaines riceverà 250.000$ dall'accordo con la polizia di Los Angeles; Mack sconterà undici anni di prigione per la rapina in banca; Perez otterrà l'immunità per i crimini commessi. Come per Tupac, il caso sulla morte di Notorious B.I.G. rimarrà irrisolto insieme a moltissime altre indagini legate allo scandalo Rampart.

## Produzione
Inizialmente il film era intitolato LAbyrinth, come il libro da cui è tratto.
Le riprese del film sono iniziate il 13 dicembre 2016 a Los Angeles e terminano nel maggio 2017.

## Promozione
Il primo trailer del film viene diffuso il 21 maggio 2018, in occasione del 46º compleanno di The Notorious B.I.G..

## Distribuzione
La pellicola, programmata nelle sale cinematografiche statunitensi a partire dal 7 settembre 2018, è stata bloccata e rinviata a data da destinarsi il 6 agosto 2018, ad un mese dalla distribuzione statunitense, senza motivazioni da parte della casa di distribuzione. Il film è stato presentato nel dicembre 2018 in anteprima mondiale al Noir in Festival e distribuito nelle sale cinematografiche italiane dal 10 gennaio 2019. Negli Stati Uniti viene poi distribuito dal 19 marzo 2021.

## Casi mediatici
Durante le riprese del film a Los Angeles nel 2017, Johnny Depp ha aggredito il location manager Gregg 'Rocky' Brooks, il quale ha querelato Depp e chiesto un risarcimento danni; la vicenda è stata resa nota direttamente da Brooks nel luglio 2018, che ha specificato di esser stato colpito due volte all'addome ed incitato da Depp a colpirlo in faccia, quando l'attore era chiaramente sotto gli effetti dell'alcol. Sembra che il rinvio della pellicola sia dovuta a questi fatti. Il 21 agosto però è giunta una smentita ufficiale di tale notizia da parte di Johnny Depp e dello staff stesso.